# Lyudmyla Pekur
Lyudmyla Pekur (6 de enero de 1981) es una exfutbolista ucraniana que jugó como centrocampista o delantera en el VDV Riazan ruso.
Comenzó su carrera en la liga ucraniana, en el Legenda Chernigov y el Zhytlobud Járkov. En 2000 debutó con la selección ucraniana, y en 2004 jugó por primera vez la Champions League, con el Zhytlobud.
En 2005 pasó a la liga rusa. Ha jugado sucesivamente en el FK Kubanochka (2005), el Nadezhda Noginsk (2006), el FK Rossiyanka (2007-09), el Energiya Voronezh (2010), el Zvezda Perm (2011-12) y, desde 2012, el VDV Riazan.
Con la selección ucraniana ha jugado la Eurocopa 2009. Marcó el gol de la primera victoria de Ucrania en una fase final, un 1-0 sobre Finlandia.

## Trayectoria
| Club                       | País    | Años      |
| -------------------------- | ------- | --------- |
| FC Lehenda-ShVSM Chernihiv | Ucrania | 1995-1998 |
| WFC Zhytlobud-1 Járkov     | Ucrania | 1999-2000 |
| Kubanochka Krasnodar       | Rusia   | 2005      |
| Nadezhda Noginsk           | Rusia   | 2006      |
| WFC Rossiyanka             | Rusia   | 2007-2009 |
| Energiya Vorónezh          | Rusia   | 2010      |
| Zvezda 2005 Perm           | Rusia   | 2011-2012 |
| VDV Riazan                 | Rusia   | 2012-2016 |